# Вьюнчища
Вьюнчища — река в России, протекает по Сокольскому району Нижегородской области. Устье реки находится в 2 км от устья Унжинского залива (бывшего русла реки Унжа) Горьковского водохранилища по левому берегу. Длина реки составляет 10 км.
Река протекает между деревнями Якунино и Соболево Волжского сельсовета.

## Данные водного реестра
По данным государственного водного реестра России относится к Верхневолжскому бассейновому округу, водохозяйственный участок реки — Унжа от истока и до устья, речной подбассейн реки — Бассей притоков Волги ниже Рыбинского водохранилища до впадения Оки. Речной бассейн реки — (Верхняя) Волга до Куйбышевского водохранилища (без бассейна Оки).
Код объекта в государственном водном реестре — 08010300312110000016898.